# 丝叶唐松草
丝叶唐松草（学名：Thalictrum foeniculaceum）为毛茛科唐松草属下的一个种。